# Lexicon. Guida non autorizzata ai romanzi e al mondo di Harry Potter
Lexicon. Guida non autorizzata ai romanzi e al mondo di Harry Potter (The Lexicon: An Unauthorized Guide to Harry Potter Fiction and Related Materials) è un libro scritto da Steve Vander Ark nel 2009.
Si tratta di una sorta di enciclopedia contenente informazioni su tutti i personaggi, i luoghi, le creature viventi e gli oggetti presenti nella saga di Harry Potter, elencati in ordine alfabetico; è derivato dal sito The Harry Potter Lexicon, ideato dallo stesso autore.

## Controversia legale
La pubblicazione del libro è stata al centro di una disputa legale: la Warner Bros. e J. K. Rowling, autrice della saga di Harry Potter, hanno infatti citato in giudizio la casa editrice RDR Books, nel tentativo di bloccare la vendita del libro, originariamente prevista per il novembre 2007 con il titolo The Harry Potter Lexicon. The Most Complete and Amazing Reference to the Magical World of Harry Potter, accusandolo di violazione di copyright. L'8 settembre 2008 la sentenza ha stabilito che un autore non ha in linea generale il diritto di bloccare la pubblicazione di guide e/o libri di riferimento su opere letterarie, poiché esse non devono essere considerate opere derivate; la Corte ha però stabilito che il Lexicon violava il diritto d'autore poiché ricorreva eccessivamente a citazioni o semplici parafrasi, senza poter rientrare nella clausola del fair use, e ne ha quindi bloccato la pubblicazione.
Dopo la decisione della Corte, Steve Vander Ark ha provveduto a riscrivere il Lexicon ritoccando le parti incriminate, in modo tale da annullare le preoccupazioni espresse dalla Rowling e le considerazioni della sentenza, e ha infine pubblicato la nuova versione del libro nel gennaio 2009.

## Edizioni
- (EN) Steve Vander Ark, The Lexicon: An Unauthorized Guide to Harry Potter Fiction and Related Materials, con John Kearns, Lisa Waite Bunker, Belinda Hobbs, Muskegon, RDR Books, gennaio 2009, ISBN 978-1-57143-174-5.
- Steve Vander Ark, Lexicon. Guida non autorizzata ai romanzi e al mondo di Harry Potter, con John Kearns, Lisa Waite Bunker, Belinda Hobbs, Milano, Edizioni Piemme, novembre 2009, ISBN 978-88-384-9933-3.